# پزکندورف
پزکندورف (به آلمانی: Peseckendorf) یک منطقهٔ مسکونی در آلمان است که در اوکسرزلبن واقع شده‌است. پزکندورف ۲۲۴ نفر جمعیت دارد.